# Patricia Ford
Patricia Ford, född den 17 mars 1969 i Honolulu, Hawaii, är en amerikansk modell och skådespelerska med mixad etnisk bakgrund (tysk, irländsk, kinesisk, portugisisk och hawaiansk). Förutom filmer har hon också medverkat i ett större antal kalendrar, ofta för Playboy.

## Kalendrar
- 1992 Hawaii's Hardbodies Calendar (januari)
- 1992 Island Muscle Cars Calendar (november)
- 1993 Hawaii's Beautiful Women Calendar (november)
- 1994 Patricia Ford Calendar [distribuerad av T&M Enterprises]
- 1995 Bikini Open Calendar
- 1995 Surfing magazine Calendar
- 1995 Mikuni Carburator's "Iron and Lace" (baksidan och bildserie)
- 1996 Women of Summer Calendar (november)
- 1997 Patricia Ford Calendar
- 1997 "East Meets West" [Jade Unlimited]
- (dates) Bikini Open Calendar(s)

## Filmografi
- Biggles (1986) .... Telephone Operator ... aka Biggles: Adventures in Time (USA)
- Love Hurts - "A Day in the Life" (1992) TV Episode .... Cindy Appleford
- One West Waikiki - "'Til Death Do Us Part" (1994) TV Episode
- Playboy Wet & Wild: Hot Holidays (1995) (V) .... Herself
- Patricia Ford: Hawaii's International Supermodel (1996) (V) .... Herself
- Venus Descending (1997) ... aka Penthouse: Venus Descending (USA: DVD title)
- Super Sexy (1998) (V) (as Brandi Davis) .... Model ... aka Suze Randall's Super Sexy (USA: complete title)
- Play It to the Bone (1999) .... Party Guest ... aka Play It (USA: promotional title)
- Playboy: How to Reawaken Your Sexual Powers (1999)
- Playboy: No Boys Allowed, 100% Girls (2000) (V) .... Herself
- Black Scorpion' ... aka Roger Corman Presents Black Scorpion (Canada: English title) - Roses Are Red, You're Dead (2001) TV Episode .... African Violet
- Red Rose (2004) .... Lady Glenriddell